# Tumanszkij RD–9
Az RD–9 az 1950-es évek elején a Szovjetunióban kifejlesztett gázturbinás sugárhajtómű.
A korábbi, német és angol hajtóműveken alapuló típusokat követően az RD–9 volt az első teljesen szovjet tervezésű sorozatgyártású gázturbinás sugárhajtómű. A fejlesztése az Alekszandr Mikulin vezetése alatt álló OKB–300 tervezőirodában kezdődött, típusjele kezdetben AM–5 volt. Az első kísérleti példánya 1953-ban készült el. Ezt követően áttervezték, új kompresszort kapott, amelyben az áramlási sebesség már szubszonikus volt. A módosított, AM–9 típusjelű változattal 1955-ben fejeződtek be a fékpadi próbák. 1956-ban, amikor Mikulint Szergej Tumanszkij váltotta a tervezőiroda élén, a hajtómű az RD–9 típusjelzést kapta és megkezdődött a sorozatgyártása. Utánégető nélküli és utánégetős változatát is gyártották. A Jak–25, 26, 27 és 28 típusokon, míg legnagyobb mennyiségben a MiG–19 vadászrepülőgépbe építve használták. Az RD–9-t 1958–1959-ben az NDK-ban megépített Baade B–152 utasszállító repülőgép repülési kísérleteihez használták a géphez szánt Pirna 014 hajtómű elkészültéig. A MiG–21 első prototípusa is az RD–9-cel hajtotta végre első felszállását 1955-ben.

## Típusváltozatok
- RD–9A és RD–9AK – A Jak–25M és Jak–26 repülőgépekhez gyártott utánégető nélküli változat.
- RD–9AF–300 és RD–9AF2–300 – A Jak–27 és Jak–29 repülőgépekhez gyártott utánégetővel ellátott változat.
- RD–9B – A korai MiG–19 vadászrepülőgépekben alkalmazott utánégetős változat. Tolóereje 15,49 kN, utánégetővel 31,87 kN.
- RD–9BF–811 – A késői gyártású MiG–19-en használt utánégetős változat.

## Műszaki adatok (RD–9BF–811)
- Hossz: 5560 mm
- Legnagyobb átmérő: 670 mm
- Száraz tömeg: 725 kg
- Kompresszor: 9 fokozatú axiálkompresszor
- Turbina: 2 fokozatú
- Tolóerő: 29,42 kN (utánégetővel 36,78 kN)
- Fajlagos üzemanyag-fogyasztás: 104 kg/h·kN (utánégető üzemmódban 169 kg/h·kN)
- Fajlagos tolóerő: 51,8 N/kg (normál üzemmódban)